# TUM School of Computation, Information and Technology
Die TUM School of Computation, Information and Technology (CIT) entstand am 1. Oktober 2022 aus einem Zusammenschluss der ursprünglichen Fakultäten Mathematik, Informatik sowie Elektrotechnik und Informationstechnik der Technischen Universität München (TUM) mit dem Ziel, Synergiepotentiale für eine beschleunigte digitale Transformation zu heben.
Die CIT hat ihren Hauptsitz im Zentrum von München, sowie Campus in Garching und Heilbronn.
Mit Stand Januar 2023 hatte sie knapp 140 Professuren, über 1.500 Mitarbeitende und 14.600 Studierende.

## Geschichte

### Vorgeschichte
1869 gründete König Ludwig II. die Polytechnische Schule München. Die ersten Vorlesungen aus dem Bereich Elektrizitätslehre hielt bereits 1876 der Physiker Wilhelm von Bezold, damals noch innerhalb der Allgemeinen Fakultät. Der Bereich Elektrotechnik gewann sowohl im Alltag der Menschen als auch innerhalb der Universität über die Jahre immer stärker an Bedeutung, so dass 1934 sich eine eigene Abteilung für Elektrotechnik innerhalb des Maschinenwesens abzeichnete. 1967 wurde die Fakultät in Fakultät für Maschinenbau und Elektrotechnik umbenannt und sechs Elektrotechnik-Einrichtungen konnten sich dauerhaft etablieren: Institut für Elektrische Nachrichtentechnik und Meßtechnik, Institut für Elektrische Maschinen und Geräte, Institut für Elektrische Anlagen und Hochspannungstechnik, Elektrophysikalisches Institut, Institut für Technische Elektronik und Institut für Hochfrequenztechnik.
Im April 1974 fand die formelle Gründung der neuen Elektrotechnik-Fakultät statt.
Nachdem mit wachsenden Studentenzahlen das Stammgelände in der Münchner Innenstadt zu klein wurde, plante man einen Neubau auf dem Forschungscampus Garching. Spatenstich war im April 2018.

### Ab 2022
Zum 1. Oktober 2022 beschloss man, im Rahmen der TUM Agenda 2030, die drei bisherigen Fakultäten für Mathematik, Informatik sowie Elektrotechnik und Informationstechnik zur TUM School of Computation, Information and Technology (CIT) zu verschmelzen. Ziel war es, die wichtigsten wissenschaftlichen, methodischen und technologischen Kernkompetenzen der Digitalisierung unter einem Dach synergetisch zu vereinigen. Dadurch kann ein sehr breites Portfolio angeboten werden. Dazu gehören Mathematik, Statistik und Algorithmik, Software und Künstliche Intelligenz. Ergänzt wird das Portfolio um die wissenschaftlichen Grundlagen zu elektrischen, elektronischen und quantenelektronischen Technologien bis hin zum Hardware- und System-Engineering.
Ziel der School ist es, Innovationsfelder in Forschung und Lehre schnell und effizient aufzugreifen und über Fachgrenzen hinaus zu entwickeln.

## Forschung
Inhaltlich strukturiert sich die TUM School of Computation, Information and Technology in vier wissenschaftliche Bereiche (Departments):
- Department of Mathematics
- Department of Computer Engineering
- Department of Computer Science
- Department of Electrical Engineering

## Studiengänge
Die School bietet aktuell 7 Bachelorstudiengänge und 20 Masterstudiengängen an.

### Bachelor-Programme
- Bioinformatik
- Elektrotechnik und Informationstechnik
- Informatik
- Informatik: Games Engineering
- Information Engineering
- Mathematik
- Wirtschaftsinformatik

### Master-Programme
- Bioinformatik
- Biomedical Computing
- Communications and Electronics Engineering
- Computational Science and Engineering
- Data Engineering and Analytics
- Elektrotechnik und Informationstechnik
- Finance and Information Management (mit TUM School of Management)
- Informatik
- Informatik: Games Engineering
- Information Engineering
- Information Systems (Wirtschaftsinformatik)
- Mathematik
- Mathematical Finance and Actuarial Science
- Mathematics in Data Science
- Mathematics in Operations Research
- Mathematics in Science and Engineering
- Neuroengineering – Elite Master Program
- Robotics, Cognition, Intelligence
- Software Engineering – Elite Graduate Program
- TopMath – Eliteprogramm

## Bewertung in Hochschulrankings
Die Fakultät ist gemäß QS World University Rankings 2020 by Subject auf Platz 20 weltweit und die führende Fakultät dieser Art in Deutschland. Die Ingenieurwissenschaften der TUM, zu denen die Elektrotechnik und Informationstechnik zählt, sind laut dem THE World University Rankings 2021 ebenfalls führend in Deutschland und unter den besten 25 Universitäten der Welt.

## Preise und Auszeichnungen

### Humboldt-Professuren
Die Alexander von Humboldt-Professur ist der höchstdotierte deutsche Wissenschaftspreis. Sie geht an Spitzenforscher, die in ihrem Fachgebiet weltweit führend sowie im Ausland tätig sind.
Preisträger der Fakultät sind:
- Burkhard Rost (2009)
- Gerhard Kramer (2010)
- Hans-Arno Jacobsen (2011)
- Andreas Schulz (2014)
- Marco Caccamo (2018)
- Daniel Rückert (2020)
- Angela Schoellig (2021)
- Suvrit Sra (2022)
- Stefanie Jegelka (2022)

### Gottfried Wilhelm Leibniz-Preis
Der Gottfried Wilhelm Leibniz-Preis ist der wichtigste Forschungsförderpreis in Deutschland. Die Deutsche Forschungsgemeinschaft (DFG) fördert damit die Arbeit herausragender Wissenschaftler. Der Preis ist mit bis zu 2,5 Millionen Euro dotiert.
Preisträger der Fakultät sind:
- Karl-Heinz Hoffmann (1991)
- Manfred Broy (1994)
- Gerhard Hirzinger (1995)
- Ernst W. Mayr (1997)
- Susanne Albers (2008)
- Holger Boche (2008)
- Barbara Wohlmuth (2012)
- Daniel Cremers (2016)
- Sami Haddadin (2019)
- Thomas Neumann (2020)
- Fabian Theis (2023)

### Persönlichkeiten und Alumni
- Eveline Gottzein: Erste und bisher einzige Frau, die mit dem Werner-von-Siemens-Ring ausgezeichnet wurde
- Hans Marko: Hochschullehrer an der TU München
- Josef A. Nossek: Ordinarius für Netzwerktheorie und Signalverarbeitung an der Fakultät, Träger des Bundesverdienstkreuzes am Bande
- Hans Piloty: Elektrotechnikprofessor an der TU München, Träger des Bayerischen Verdienstordens
- Robert Piloty: Elektrotechnikprofessor an der TU Darmstadt, Gründervater der Informatikstudiengänge in Deutschland
- Carl Friedrich von Siemens: Aufsichtsratsvorsitzender der Siemens AG